# Wintersville (Ohio)
Pour les articles homonymes, voir Wintersville.
Wintersville est un village américain situé dans le comté de Jefferson, dans l'Ohio. Selon le recensement de 2010, sa population est de 3 924 habitants.